# Kurt Kämper
Kurt Kämper (* 22. März 1892 in Berlin; † 1957) war ein deutscher Jurist und Ministerialbeamter.

## Leben
Kurt Kämper besuchte das Kaiser-Wilhelm-Realgymnasium in Berlin. Er studierte an den Universitäten in Berlin und Freiburg, wurde 1914 Gerichtsassessor und war dann bis Kriegsende im Kriegsdienst.
Nach dem Ende des Ersten Weltkriegs wurde er 1922 Gerichtsassessor und war ab 1925 für ein Jahr Amtsrichter. Als Regierungsrat kam er als Referent an das Preußische Wohlfahrtsministerium und war zusätzlich stellvertretender Staatskommissar für die Regelung der Wohlfahrtspflege. 1928 wurde er Oberregierungsrat.
Von 1932 bis 1942 war er als Ministerialrat Referent im Hauptamt der Ordnungspolizei im Preußischen Innenministerium, anfangs in der Polizeiabteilung, ab 1939 im Amt Verwaltung und Recht, und anschließend bis Kriegsende in der Abteilung Beamtenrecht im Reichsinnenministerium.
Nach dem Krieg war er ab 1948 für drei Jahre als Referent für Beamtenrecht in der Niedersächsischen Staatskanzlei in Hannover.
Anschließend war er bis zu seinem Tod 1957 im Bundesministerium des Innern, ab 1951 als Ministerialrat für ein Jahr Leiter des Referats II 7 (Durchführung des Wiedergutmachungsgesetzes im Rahmen des Geschäftsbereichs des Bundesministeriums des Innern) und von 1952 bis 1953 als Leiter des Referats II 2 (Personalwirtschaft, Bundespersonalausschuss). Ab 1953 war er dann als Ministerialdirektor Leiter der Abteilung VII (Personalwirtschaft und Wiedergutmachung im öffentlichen Dienst).
Am 30. Juni 1957 wurde er mit dem Großen Verdienstkreuz der Bundesrepublik Deutschland ausgezeichnet.
1928 heiratete er Anna Mathilde Cecilie von Geldern (* 1904).

## Werke (Auswahl)
- Der Wohlfahrtsschwindel und seine Bekämpfung. In: Freie Wohlfahrtspflege, Band 1, 1926, S. 399–409.
- Gedanken zu einer gesetzgeberischen Neuregelung des Sammlungswesens. In: Freie Wohlfahrtspflege 2, 1927/28, S. 500–509.
- Zur Frage der Neuordnung des Sammlungswesens. In: Deutsche Zeitschrift für Wohlfahrtspflege, 6. Jahrgang, Nummer 4, 1930, S. 205–219.
- Die Beendigung des Beamtenverhältnisses. In: Nationalsozialistische Beamten-Zeitung, 10. Jahrgang, Nr. 16/17, 1941, S. 246.